# Дружба (Орловская область)
Дружба — деревня в Покровском районе Орловской области России. Входит в состав Дросковского сельского поселения.

## История
В 1961 году указом Президиума Верховного Совета РСФСР деревня Волчьи Дворы переименована в Дружба.

## Население
| 2010 |
| ---- |
| 24   |